# Wyperfeld-Nationalpark
Der Wyperfeld-Nationalpark ist ein Nationalpark im Nordwesten des australischen Bundesstaates Victoria, 450 km nordwestlich von Melbourne, 265 km westlich von Echuca und 160 km südlich von Mildura. Mit 3.500 km² ist er der drittgrößte Nationalpark in Victoria. In dem 1921 ausgewiesenen und seitdem wesentlich erweiterten Park findet man Buschland, lichte Wälder und Heideland.
Wie der größte Teil des nordwestlichen Victoria war das Gebiet des Wyperfeld-Nationalparks von vor ca. 25 Mio. Jahren bis in erdgeschichtlich jüngere Zeit von einem flachen Meer bedeckt. Die heutigen Landformen entstanden, als sich die See langsam zurückzog und eine Menge sandiger Ablagerungen zurückließ. Daraus entstanden vor ca. 15.000–40.000 Jahren Sanddünen.
In regenreichen Jahren füllt der Wimmera River den Lake Hindmarsh südlich des Parks. Dieser läuft in den Outlet Creek über, der wiederum den Lake Albacutya am südlichen Rand des Parks füllt. Von dort führt der Outlet Creek – wenn es ausreichend regnet – weiter zu einer Reihe kleiner Seen im Park, die für ein reiches Pflanzen- und Tierleben in den Eukalyptuswäldern (vornehmlich der Arten Black Box und River Red Gum (Eucalyptus camaldulensis)) sorgen.
Vor Beginn der europäischen Besiedlung füllten und leerten sich diese Seen durchschnittlich alle 20 Jahre, wobei sie etwa die Hälfte dieser Zeit trocken blieben. In der letzten Zeit wurde aber durch Be- und Entwässerungsprojekte so viel Wasser vom Wyperfeld-Nationalpark abgeleitet, dass die Seen sich seit 1975 nicht mehr vollständig gefüllt haben und schon zwei Jahre später wieder trockenfielen.
Westlich des Nationalparks liegen der Big Desert Wilderness Park und die Red Bluff Nature Reserve, die bis zur Grenze nach South Australia reichen. Mit diesen Parks teilt sich der Wyperfeld-Nationalpark ein Gebiet, das als Big Desert (dt.: Große Wüste) (im Unterschied zum Little Desert (dt.: Kleine Wüste) weiter südlich am Oberlauf des Wimmera River) bezeichnet wird. Alle Straßen im Park sind unbefestigt.